# Emma Kirkby
Carolyn Emma Kirkby (Cambridge, 26 de febrero de 1949) es una soprano inglesa, reconocida como especialista en música del Renacimiento y barroca.
Su padre fue Geoffrey John Kirkby, oficial de la Armada real británica. Fue estudiante en el Somerville College, Oxford, y después profesora de inglés.

## Educación
En principio, Emma Kirkby no tenía expectativas de convertirse en cantante profesional. Como estudiante de clásicas en la Universidad de Oxford, y luego maestra de escuela, cantaba por mero gusto en coros y pequeños grupos, encontrándose más cómoda en el repertorio renacentista y barroco. 
Se unió al Coro Taverner en 1971 y en 1973 empezó su larga vinculación con el Consort of Musicke. Participó en las primeras grabaciones Decca Florilegium tanto con el Consort of Musicke como con la Academia de Música Antigua (Academy of Ancient Music), en un tiempo en el que la mayor parte de las sopranos no encontraban el sonido adecuado para cantar con instrumentos antiguos. Por lo tanto, tuvo que desarrollar su propia técnica, con la ayuda de Jessica Cash en Londres, así como de los directores, cantantes e instrumentistas con los que ha trabajado a lo largo de los años. 
Ha mantenido largas relaciones con grupos de cámara y orquestas de música antigua, en particular con la London Baroque, la Orquesta Barroca de Friburgo (Freiburger Barockorchester), L’Orfeo (de Linz) y la Orquesta del Siglo de las Luces (Orchestra of the Age of Enlightenment), así como grupos posteriores, como el Palladian Ensemble y Florilegium.

## Grabaciones
Ha realizado más de un centenar de grabaciones de todo tipo, desde secuencias de Hildegard von Bingen hasta madrigales del Renacimiento inglés e italiano, cantatas y oratorios del barroco, obras de Mozart, Haydn y J. C. Bach. Grabaciones recientes incluyen: “Handel – Opera Arias and Overtures 2” para Hyperion, Cantatas nupciales de Bach para Decca, Cantatas de Bach 82a y 199 para Carus; y cuatro proyectos para BIS: con London Baroque, uno de los motetes de Händel y uno de música navideña de Scarlatti, Bach y otros autores; con la Royal Academy Baroque Orchestra la primera grabación de la recientemente redescubierta “Gloria” de Händel; y con el grupo Romantic Chamber de Londres, “Chanson d’amour” – canciones de la compositora estadounidense Amy Beach, que murió en 1944; una antología, “Classical Kirkby”, diseñada e interpretada con Anthony Rooley, también para el sello BIS.
En 1999 fue escogida Artista del Año por los oyentes de la cadena de radio clásica Classic FM Radio, y en noviembre de 2000 recibió la Orden del Imperio Británico.